# Calumpit
Calumpit là một đô thị hạng 1 ở tỉnh Bulacan, Philippines. Theo điều tra dân số năm 20007, đô thị này có dân số 98.017 người trong 16.167 hộ.

## Các đơn vị hành chính
| - Balite - Balungao - Buguion - Bulusan - Calizon - Calumpang - Caniogan - Corazon - Frances - Gatbuca - Gugo - Iba Este - Iba O'Este - Longos - Meysulao | - Meyto - Palimbang - Panducot - Pio Cruzcosa - Poblacion - Pungo - San Jose - San Marcos - San Miguel - Santa Lucia - Santa Rosa - Santo Niño - Sapang Bayan - Sergio Bayan - Sucol |